# Phorcus mariae
Phorcus mariae is een slakkensoort uit de familie van de Trochidae. De wetenschappelijke naam van de soort is voor het eerst geldig gepubliceerd in 2012 door Templado & Rolán.